# Tathiana Garbin
Tathiana Garbin (ur. 30 czerwca 1977 w Mestre) – włoska tenisistka.
Garbin rozpoczęła oficjalną zawodową karierę 4 października 1996 roku. W czasach juniorskich wielokrotnie zdobywała wysokie wyniki w turniejach ITF-u. W 1997 roku zadebiutowała w eliminacjach do głównego turnieju WTA w Palermo. Pierwszy jej występ w takim turnieju miał miejsce rok później, w Budapeszcie. Zakwalifikowała się też do kilku innych imprez profesjonalnych i próbowała swoich sił w kwalifikacjach do turnieju wielkoszlemowego w Melbourne. W 1999 wystąpiła na kortach Melbourne Park, ulegając w pierwszej rundzie Ricie Grande, 7:9 w trzecim secie. Osiągnęła ćwierćfinał w Bogocie.
Sezon 2000 zakończyła wśród najlepszych pięćdziesięciu tenisistek świata. W Bogocie osiągnęła pierwszy w karierze zawodowy finał (pokonując między innymi obrończynię tytułu Fabiolę Zuluagę). W tym samym roku udało się jej jednak zdobyć tytuł w grze pojedynczej w Budapeszcie (w finale z Kristie Boogert) oraz pierwszy tytuł w grze podwójnej w Warszawie z Janette Husárovą.
Początek roku 2001 to kilka cennych zwycięstw, między innymi nad Monicą Seles w drugiej rundzie Indian Wells, nad Jeleną Lichowcewą i Justine Henin w drodze do czwartej rundy w Miami (tam porażka z Venus Williams). Później pojawiły się jednak kontuzje, które ograniczyły liczbę jej występów na kortach. W tym sezonie wygrała turnieje deblistek w Bogocie, Budapeszcie i Palermo – wszystkie z Janette Husárovą.
Po pokonaniu w ćwierćfinale Bol 2002 Jeleny Diemientjewej osiągnęła również półfinały w Taszkencie i Sopocie. W grze podwójnej wygrała turnieje w Hobarcie (z Ritą Grande), Bol (z Angelique Widjają) oraz była finalistką w Brukseli (z Arantxą Sánchez Vicario) i New Haven (z Janette Husárovą). W 2003 roku doszła do ćwierćfinału w Gold Coast. Wygrała z Émilie Loit turniej deblistek w Canberze. Grała w Pucharze Federacji.
Została pierwszą Włoszką w erze open, która pokonała najlepszą tenisistkę na świecie. Osiągnęła to, wygrywając z Justine Henin-Hardenne w drugiej rundzie French Open, gdzie Belgijka broniła tytułu. Wynik meczu – 7:5, 6:4. Jednocześnie została najniżej klasyfikowaną tenisistką, która odniosła zwycięstwo nad numerem jeden na świecie. Osiągnęła drugą rundę na igrzyskach olimpijskich w Atenach, zarówno w singlu, jak i w deblu. Wzięła udział w Pucharze Federacji.
Doszła do finału w Modenie 2005, ale skreczowała przeciwko Annie Smasznowej. Ćwierćfinały w Rabacie i Los Angeles. Wygrała tytuł deblowy w Canberze z Tiną Križan. W 2006 osiągnęła finał w Palermo, grając z dziką kartą, a także półfinał w Portorožu. Odnosiła zwycięstwa w turniejach ITF. Rok 2007 rozpoczęła od półfinału w Gold Coast, poddanego przeciwko Martinie Hingis. Trzecia runda Australian Open, przegrana z Mariją Szarapową, dała jej miejsce w pierwszej trzydziestce rankingu. Doszła do finału w Bogocie, ale zmuszona była opuścić kort z powodu problemów żołądkowych.

## Wygrane turnieje

### gra pojedyncza (1)
| Lp. | Rok  | Turniej   | Finalistka      | Wynik       |
| 1.  | 2000 | Budapeszt | Kristie Boogert | 6:2, 7:6(4) |

### gra podwójna (11)
| Lp. | Rok  | Turniej    | Partnerka         | Finalistki                                          | Wynik         |
| 1.  | 2000 | Warszawa   | Janette Husárová  | Iroda Tulyaganova Anna Zaporożanowa                 | 6:3, 6:1      |
| 2.  | 2001 | Palermo    | Janette Husárová  | María José Martínez Sánchez Anabel Medina Garrigues | 4:6, 6:2, 6:4 |
| 3.  | 2001 | Budapeszt  | Janette Husárová  | Zsófia Gubacsi Dragana Zarić                        | 6:1, 6:3      |
| 4.  | 2001 | Bogota     | Janette Husárová  | Laura Montalvo Paola Suárez                         | 6:4, 2:6, 6:4 |
| 5.  | 2002 | Hobart     | Rita Grande       | Catherine Barclay-Reitz Christina Wheeler           | 6:2, 7:6(3)   |
| 6.  | 2002 | Bol        | Angelique Widjaja | Jelena Bowina Henrieta Nagyová                      | 7:5, 3:6, 6:4 |
| 7.  | 2003 | Canberra   | Émilie Loit       | Dája Bedáňová Dinara Safina                         | 6:3, 3:6, 6:4 |
| 8.  | 2005 | Canberra   | Tina Križan       | Gabriela Navrátilová Michaela Paštiková             | 7:5, 1:6, 6:4 |
| 9.  | 2010 | Budapeszt  | Timea Bacsinszky  | Sorana Cîrstea Anabel Medina Garrigues              | 6:3, 6:3      |
| 10. | 2010 | Palermo    | Timea Bacsinszky  | Monica Niculescu Ágnes Szávay                       | 7:5, 7:6(4)   |
| 11. | 2010 | Luksemburg | Timea Bacsinszky  | Iveta Benešová Barbora Záhlavová-Strýcová           | 6:4, 6:4      |